# Mohammed Dewji

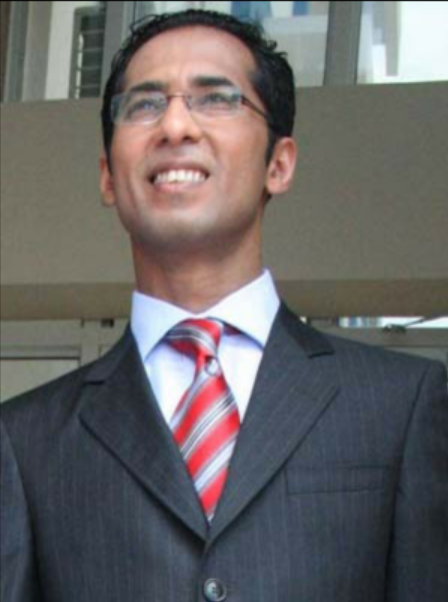
Mohammed Dewji (2015)

Mohammed „Mo“ Gulamabbas Dewji (* 8. Mai 1975 in Singida) ist ein tansanischer Unternehmer und ehemaliger Politiker. Er ist Eigentümer der MeTL Group, eines tansanischen Mischkonzerns, der von seiner Großmutter gegründet und von seinem Vater in den 1970er Jahren aufgebaut wurde. Er saß auch von 2005 bis 2015 für die Partei Chama Cha Mapinduzi (CCM) in der Nationalversammlung. Dewji ist mit einem geschätzten Vermögen von 1,8 Milliarden US-Dollar (Dezember 2024) die reichste Person in Tansania und gehört zu den reichsten Afrikanern.

## Laufbahn

### Frühes Leben und Ausbildung
Dewji ist das zweite von sechs Kindern von Gulamabbas Dewji und Zubeda Dewji. Seine Familie stammt von schiitischen Muslimen ab, die im 19. Jahrhundert aus Gujarat im Nordwesten Indiens nach Ostafrika auswanderten und Händler wurden. Als Dewji in die Schule kam, hatte sein Vater das Familiengeschäft zu einem florierenden Import-Export-Unternehmen ausgebaut. Dewji erhielt seine Grundschulausbildung in Arusha an der Arusha Primary School und setzte seine Sekundarschulausbildung an der International School of Tanganyika (IST) in Dar es Salaam fort. 1992 wurde er von seinem Vater in die Vereinigten Staaten geschickt, wo er die Trinity Preparatory School in Florida und die Saddle Brook High School in New Jersey besuchte. Dewji studierte an der Georgetown University in Washington, D.C., die er 1998 mit einem Bachelor-Abschluss in International Business and Finance und einem belegten Nebenfach in Theologie verließ.

### Unternehmerische Karriere
Nach Abschluss des Studiums kehrte Dewji nach Hause zurück und übernahm die Leitung von Mohammed Enterprises Tanzania Limited (MeTL), einem von seiner Großmutter gegründeten Handelsunternehmen. In den 2000er Jahren privatisierte die Regierung zahlreiche unprofitable Staatsunternehmen, welche MeTL günstig übernehmen konnte. Unter Dewjis Leitung stiegen die Umsätze der Gruppe von 30 Millionen Dollar (1999) auf über 2 Milliarden (2022). Der Mischkonzern ist heute in mehreren afrikanischen Ländern tätig und hat Investments in den Bereichen Textilien, Energie, Erdöl, Landwirtschaft, Versicherungen, Telekommunikation, Transport und Logistik, Handel, Immobilien sowie Nahrungsmittel und Getränke. Das Unternehmen ist damit für mehr als drei Prozent des Bruttoinlandsprodukts von Tansania verantwortlich. 2022 gründete er die Gründung eines neuen Agrarkonzerns an, der Afrikas Landwirtschaft entwickeln soll. 2024 kündigte er an, 300 Millionen US-Dollar zu investieren, um 100.000 Hektar Land in Tansania zu kultivieren und sein Heimatland zu einem landwirtschaftlichen Zentrum in Afrika zu machen.
Dewji gehörte 2012 zu den Young Global Leaders des Weltwirtschaftsforums und wurde später für dieses zum „Agenda-Contributer“. 2013 landete Dewji als erster tansanischer Unternehmer auf dem Cover von Forbes und 2015 wurde er der erste Dollarmilliardär des Landes und gleichzeitig zum jüngsten Milliardär in ganz Afrika. 2016 übernahm er auch die Hälfte der Anteile an dem Fußballverein Simba SC aus Dar es Salaam, den er mit großen Investitionen zu einem der erfolgreichsten Vereine Afrikas aufbaute.

### Politische Karriere
Im Oktober 2005 fanden in Tansania die dritten Mehrparteienwahlen statt, und Dewji bewarb sich um einen Parlamentssitz und wurde von der CCM als Kandidat für den Wahlkreis Singida Urban ausgewählt. Bei den Parlamentswahlen gewann er mit 90 % der Stimmen und wurde am 29. Dezember 2005 als Abgeordneter für den Wahlkreis vereidigt. Dewji saß für 10 Jahre in der Nationalversammlung von Tansania, bevor er im Oktober 2015 aus der Politik ausschied.

### Entführung
Am 11. Oktober 2018 wurde Dewji von bewaffneten Männern vor dem Colosseum Hotel in Dar es Salaam entführt. Die Entführung sorgte für große Aufregung im Land und nach 11 Tagen ließen die Entführer ihn ohne eine Lösegeldzahlung wieder frei, was Dewji später der großen medialen Aufmerksamkeit zuschrieb, welche die Entführer dazu veranlasste aufzugeben. Bei den Kidnappern soll es sich um Männer aus Mosambik und Südafrika gehandelt haben.

### Privatleben
Im Jahr 2001 heiratete Dewji Saira, mit der er drei Kinder hat. Sie leben in Dar es Salaam. Dewji gründete 2014 die Mo Dewji Foundation. Er trat dem Giving Pledge bei und verpflichtete sich, mindestens die Hälfte seines Vermögens entweder zu Lebzeiten oder testamentarisch für wohltätige Zwecke zu spenden. So baute er zahlreiche neue Grundschulen in seiner Heimatstadt Singida.